# Associació per la Promoció Social de la Massa
L'Associació per la Promoció Social de la Massa (francès Association pour la promotion sociale de la masse, APROSOMA) va ser un moviment hutu actiu entre 1957 i 1965 s Ruanda-Urundi D'antuvi associació, l'APROSOMA es transformà en 1959 un partit polític.

## Història
L'APROSOMA fou creat per un antic seminarista Joseph Gitera Habyarimana en novembre de 1957. Inicialment era una associació, amb seu a Save, a la regió d'Astrida. A través del seu diari Ijwi iya rubanda rugufi (en francès, La voix du menu peuple), l'APROSOMA encouratjava els hutus a lluitar contra llur vassallatge. L'associació, situada al sud de Ruanda, és lligada al Moviment Social Muhutu, creat el mateix any al nord del país. Les dues associacions tenien el mateix programa de base i compartien 
| « | l'objectiu […] de democratització de les institucions administratives i polítiques del país i la reforma judicial radical | » |

.
El 15 de febrer 1959 APROSOMA es converteix en un partit polític i els oponents reaccionen creant la Unió Nacional Ruandesa (Union Nationale Rwandaise, UNAR), un partit tradicionalista, nacionalista i majoritàriament compost de tutsis. Al pas de l'any l'APROSOMA esdevingué el principal adversari de l'UNAR La situació canvia quan Moviment Social Muhutu crea un partit polític, el Parmehutu, el 18 d'octubre de 1959. El moviment social Muhutu no estava d'acord amb els mètodes adoptats i condemna les paraules violentes del President d'APROSOMA, Joseph Gitera, que desafiant aquells en el poder. De fet, l'APROSOMA volia la independència progressiva del país amb l'establiment d'una monarquia constitucional, una constitució democràtica i reformes socials. Aquestes afirmacions s'expressen en una carta dirigida al ministre belga Maurice Van Hemelrijck. Al març, Gitera envia una carta, aquest cop directament al rei Balduí I de Bèlgica. És ambigu en abordar el tema de la independència, desitjant veure continuar l'obra civilitzadora de Bèlgica però demandant que s'instauri la democratització immediata de l'administració del país.
Al juny de 1959 els tutsis va acusar als líders d'APROSOMA d'oposar-se al poder del mwami i a la independència de Ruanda. Joseph Gitera Habyarimana respon i incita als hutus per evitar tot contacte amb els tutsis. La virulència de les seves observacions li va valer diverses reprimendes de la jerarquia religiosa. Aloys Munyangaju el reemplaça per aquesta raó el 17 d'octubre de 1959. No sols és molt més moderat que el seu predecessor contra els tutsis, sinó que també és favorable a la unió de Ruanda i Burundi, el que requerirà cedir el seu càrrec de vicepresident de l'Assemblea legislativa a un membre de Parmehutu el 1962. No obstant això, rep un escó de diputat en 1961-1965, durant el qual es distingeix pel seu respecte a la democràcia i la llei.
En els anys següents, APROSOMA declina gradualment a favor de Parmehutu, que recupera els seus antics membres. A les eleccions generals ruandeses de 1965 el Parmehutu s'imposarà com a únic partit hutu.